# 우간다의 역사
우간다의 역사는 우간다 공화국이 성립되기 전에 현재의 우간다 영토에 거주했던 사람들의 역사와 우간다가 성립된 후의 그 나라의 역사로 구성되어 있다. 구석기 시대의 증거는 인간이 적어도 50,000년 동안 우간다에 거주해왔다는 것을 보여준다. 우간다의 숲은 아마도 중앙수단어족을 사용하는 사람들에 의해 농사를 짓기 위해 점차 개간되었다. 1894년, 우간다는 대영 제국의 보호국이 되었고, 1962년 영국은 에드워드 무테사 왈루젬베를 우간다의 초대 대통령으로 만들었다. 이디 아민은 1971년 밀턴 오보테를 폐위시키고 우간다의 통치자가 되었으며, 1979년 우간다-탄자니아 전쟁의 결과로 축출될 때까지 그 직위를 차지했다. 다른 지도자들의 연속 이후, 요웨리 무세베니는 1986년에 권력을 잡았고 그 이후로 우간다를 이끌어 왔다.

## 식민지 이전 시대
우간다에서 인간이 활동했다는 구석기 시대의 증거는 적어도 5만 년에서 아마도 10만 년까지 거슬러 올라가는데, 이는 빅토리아호 주변의 카게라강 계곡, 주로 은소네지 주변에서 발견된 아슐의 석기들에서 볼 수 있다.
점차적으로 숲을 개간한 경작자들은 아마도 반투어군을 사용하는 사람들이었고, 그들의 느리지만 무자비한 팽창은 점차 사하라 이남 아프리카의 대부분을 차지하였다. 그들은 또한 염소와 닭을 길렀고, 기원전 400년 경에는 소 몇 마리를 길렀을 것이다. 농업에 대한 지식과 철분 단조 기술의 사용은 그들이 땅을 개간하고 훨씬 더 많은 정착민들을 먹여 살릴 수 있게 해주었다. 그들은 접근성이 낮은 산으로 이주한 원주민 수렵채집단의 작은 무리를 대체했다.
한편 서기 1세기부터 기원전 4세기까지 탄자니아 서부에서 반투어군을 사용하는 야금업자들이 예열된 강제 드래그 용광로에서 중급 탄소강을 생산하기 위해 철 제련 작업을 완료했다. 이러한 개발의 대부분은 현대 우간다 국경의 남서쪽에서 이루어졌지만, 얼마 지나지 않아 철이 채굴되어 우간다의 많은 지역에서 제련되었다.

## 보호령 (1894년~1961년)
1890년대에 영국령 인도에서 온 32,000명의 노동자가 우간다 철도를 건설하기 위해 계약된 노동 계약에 따라 동아프리카로 고용되었다. 살아남은 대부분의 인도인들은 집으로 돌아갔지만, 6,724명이 동아프리카에 남기로 결정했다. 그 후, 일부는 무역업자가 되어 면직물과 의복 소매업을 장악했다.
1900년부터 1920년까지 빅토리아호 북쪽 해안을 따라 우간다 남부에서 일어난 수면병 유행으로 25만 명 이상이 사망했다.

## 초기 독립 우간다 (1962년~1971년)
영국은 1961년 3월 1일 우간다의 독립을 승인했다. 민주당의 베네딕토 키와누카가 초대 총리가 되었다. 밀턴 오보테는 1962년 4월에 총리로 선출되었고 우간다는 1962년 10월에 공화국이 되어 영연방 회원 자격을 유지하였다.
이후 몇 년 동안 중앙집권국가의 지지자들은 느슨한 연방과 부족에 기반을 둔 지역 왕국을 위한 강력한 역할을 지지하는 사람들과 싸웠다. 1966년 2월 밀턴 오보테 총리가 헌법을 정지하고 모든 정부 권력을 장악하면서 정치 공작은 최고조에 달했다. 1967년 9월, 새 헌법은 우간다를 공화국으로 선포하고 대통령에게 더 큰 권한을 부여했으며 전통적인 왕국을 폐지했다.

## 이디 아민 정권 (1971년~1979년)
1971년 1월 25일 군사 쿠데타 이후 오보테는 권좌에서 물러났고 독재자 이디 아민이 우간다를 장악했다. 아민은 이후 8년 동안 군부와 함께 우간다를 통치했고 그의 통치를 유지하기 위해 우간다 내에서 대량 학살을 수행했다.

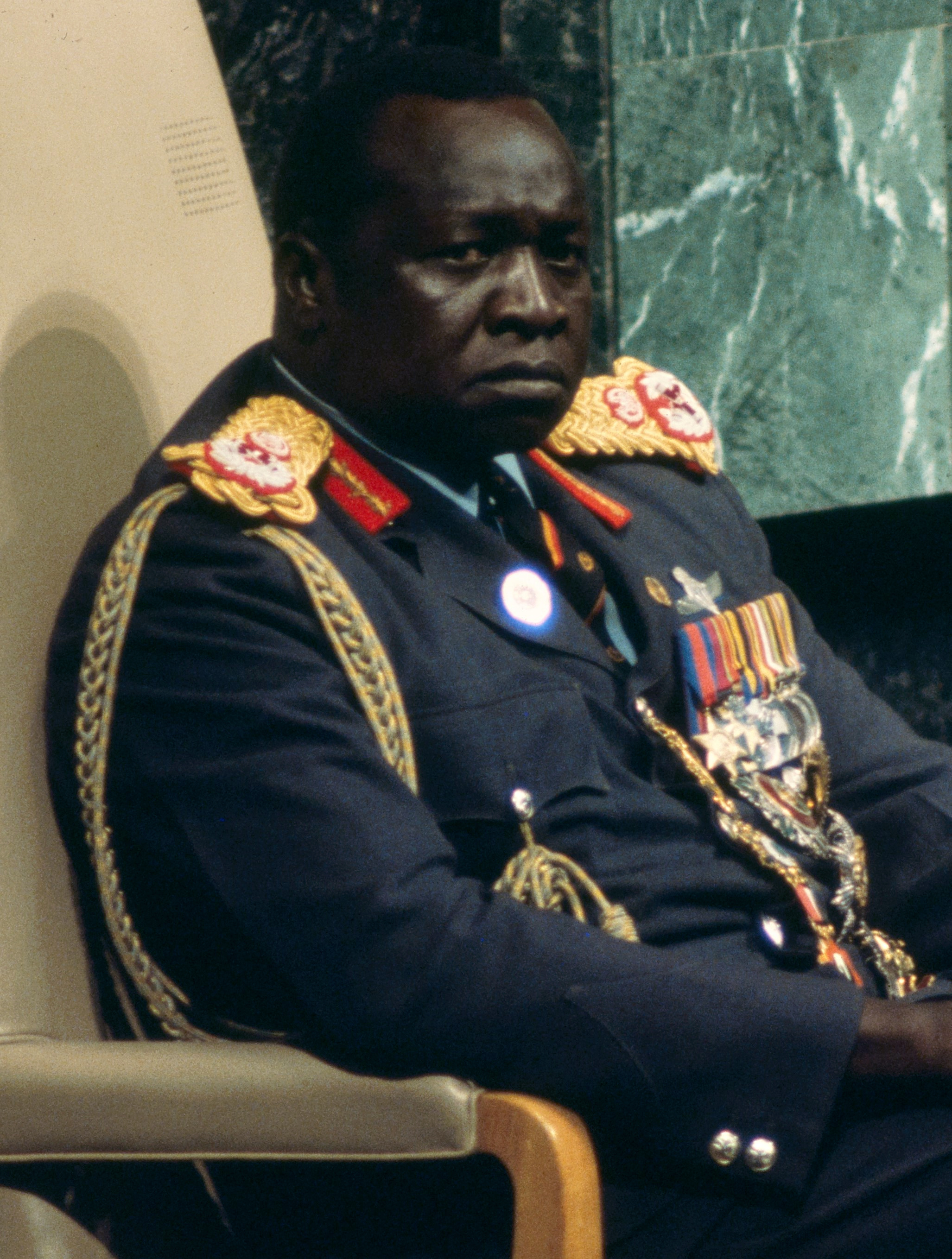
우간다의 독재자 이디 아민

1972년, 이른바 "아프리카화" 정책에 따라, 영국 여권을 가진 약 4만 명의 인도인들이 우간다를 떠날 수 밖에 없었다. 약 7,000명의 사람들이 캐나다에 정착하도록 초대되었지만, 제한된 수의 사람들만이 이 제안을 받아들였고, 2006년 인구 조사에서는 3,300명의 우간다 출신이 캐나다에 있다고 보고했다. 기업가적 소수 인도인의 손실은 우간다의 경제를 파탄에 빠뜨렸다.
아민의 8년 통치는 경제적 쇠퇴, 사회적 붕괴, 그리고 엄청난 인권 침해를 낳았다. 우간다 북부의 아촐리족과 랑고족은 오보테를 지지했고 군대의 많은 부분을 차지했기 때문에 아민의 정치적 박해의 대상이 되었다. 1978년 국제 법률가 위원회는 아민의 공포 정치 기간 동안 10만 명 이상의 우간다인이 살해된 것으로 추정했다. 일부 당국은 아민 독재 정권의 일부를 기록한 2006년 영화 《라스트 킹》의 마지막에 인용된 통계치인 30만 명에 달하는 것으로 집계했다. 아민의 만행은 1977년 그의 전직 장관들 중 한 명인 헨리 켐바에 의해 쓰여진 《A State of Blood》라는 책에서 생생하게 묘사되었다.
아민의 통치는 우간다 망명자들의 도움을 받은 탄자니아 군대가 우간다를 침공한 우간다-탄자니아 전쟁 이후 끝났다. 이 분쟁은 우간다 국경 근처에 무투쿨라 근방에 캠프를 둔 우간다 망명자들이 연루된 국경 분쟁에서 시작되었다. 이 결과 우간다군은 탄자니아를 공격했고, 1978년 10월 탄자니아 인민방위군은 우간다 망명자들의 지원을 받아 우간다를 침공했다. 아민의 군대는 리비아군의 도움을 받았지만, 1979년 4월 11일, 수도 캄팔라를 점령하고 아민은 남은 군대를 이끌고 리비아로 도망쳤다.

## 1979년 이후 우간다
아민이 축출된 후, 우간다 민족해방전선은 유수프 룰레를 대통령으로, 예레미아 루카스 오피라를 UNLF 사무총장으로 임시 정부를 구성했다. 이 정부는 장관제를 채택하고 국가 협의 위원회라고 알려진 준의회 기관을 만들었다. 국가 자문 위원회(NCC)와 룰 내각은 크게 다른 정치적 견해를 반영했다. 1979년 6월, 대통령 권한의 범위에 대한 논쟁이 있은 후, NCC는 룰레를 고드프리 비나이사로 교체하였다.
임시 대통령의 권한에 대한 계속되는 논쟁에서 비나이사는 1980년 5월에 해임되었다. 그 후, 우간다는 파울로 무왕가를 위원장으로 하는 군사 위원회에 의해 통치되었다. 1980년 12월 선거에서 밀턴 오보테의 지도 하에 UPC가 다시 집권하게 되었고, 무왕가가 부통령을 맡았다. 오보테 치하에서 치안 부대는 세계 최악의 인권 기록을 보유하고 있었다. 요웨리 무세베니가 이끄는 반란을 진압하기 위한 노력으로, 그들은 특히 캄팔라 북부의 루베로 지역에서 국가의 상당 부분을 황폐화시켰다.
소위 "부시 전쟁"이라고 불리는 반란은 요웨리 무세베니의 지도 아래 국민 저항군과 앤드루 카야이라가 이끄는 연방민주운동(NRA)을 포함한 다른 반군 단체들에 의해 진행되었다. 그 분쟁 동안 군대는 비전투원들에 대한 대량 살해를 수행했다.
1985년 7월 27일, 바질리오 올라라오켈로 중장이 지휘하는 육군 여단이 캄팔라를 점령하고 군사 정부를 수립하면서 오보테는 전복되었다. 오보테는 잠비아로 망명했다. 전 국방군 사령관 장군이 이끄는 새 정권. 티토 오켈로(올라라오켈로 중장과는 관계가 없음)는 무세베니의 반란군과 협상을 시작했으며 인권 존중을 개선하고 부족간의 경쟁을 종식시키며 자유롭고 공정한 선거를 실시하겠다고 약속했다. 그동안 오켈로 정부가 NRA의 지지를 무너뜨리려는 시도로 잔혹한 반란을 감행하면서 대규모 인권침해가 이어졌다.
오켈로 정부와 NRA 간의 협상은 1985년 가을 나이로비에서 케냐의 대통령 대니얼 아랍 모이가 휴전을 모색하고 우간다의 연립 정부를 수립하기 위해 진행되었다. 1985년 말 휴전에 동의했지만, NRA는 전투를 계속했고 1986년 1월 말 캄팔라와 그 나라를 점령했고, 오켈로의 군대는 수단 북부로 도망쳤다. 무세베니의 군대는 무세베니를 대통령으로 하는 정부를 조직했다.
집권 후, 무세베니와 그의 추종자들에 의해 만들어진 정치적 집단인 국민저항운동(NRM)이 지배한 정부는 대체로 이전 정부의 인권 유린에 종지부를 찍고, 실질적인 정치적 자유화와 일반 언론의 자유를 시작했으며, 국제 통화 기금, 세계은행, 기부국 정부와의 협의 후, 광범위한 경제 개혁을 시행했다.
그러나 1986년부터 1994년까지 우간다의 대통령 무세베니 정부에 대항하여 다양한 반란 단체들이 내전을 벌였다. 서부 및 중부 지역도 영향을 받았음에도 불구하고 대부분의 전투가 북쪽과 동쪽에서 벌어졌다. 가장 중요한 저항 세력은 우간다 인민민주군(UPDA), 우간다 인민군(UPA), 앨리스 아우마의 성령운동(HSM), 조제프 코니의 군대(나중에 주의 저항군이 되었다)였다.
1996년 우간다는 제1차 콩고 전쟁에서 자이르의 대통령 모부투 세세 세코를 무너뜨리고 반란 지도자 로랑데지레 카빌라를 지지했다.

### 21세기
1998년과 2003년 사이에, 우간다 인민방위군은 콩고 민주 공화국에서 제2차 콩고 전쟁에 연루되었다. 우간다는 콩고 해방 운동과 콩고 민주 운동의 일부 파벌과 같은 반정부 단체들을 계속 지원하고 있다.

## 같이 보기
- 아프리카의 역사